# Joseph Ignatz Muschel von Moschau
Joseph Ignatz Muschel von Moschau (* 1656; † 1716) war ein deutscher Mediziner und Stadtphysicus in Glatz.

## Leben
Muschel von Moschau wirkte in der 2. Hälfte des 17. Jahrhunderts als Stadtphysicus in Glatz.
Am 3. Februar 1686 wurde Joseph Ignatz Muschel von Moschau mit dem akademischen Beinamen Erasistratus als Mitglied (Matrikel-Nr. 148) in die Leopoldina aufgenommen.